# ロールス・ロイス・ホールディングス
ロールス・ロイス・ホールディングス（英: Rolls-Royce Holdings ）は、イギリスに本拠地を置く多国籍企業。航空機用エンジンの開発・生産を主力とし、防衛航空宇宙、艦船、発電等も手がける。
航空機用エンジンメーカーとしてはアメリカのゼネラル・エレクトリック傘下のGE・アビエーションに続き世界で2番目に大きく、GE・アビエーション、プラット・アンド・ホイットニー（アメリカ）とともに航空機用エンジンメーカーのビッグ3の一つに数えられる。

## 概要
ロールス・ロイスは、ロッキードのトライスターに搭載する予定の新型エンジンであるRB211の開発の難航により経営難に陥り、1971年に国営化された。以来、航空機エンジンの分野が長年、売上の大半を占めるようになり、1973年には自動車部門を切り離し、1987年、サッチャー政権下で再び、民営化された。ロールス・ロイスの防衛航空宇宙部門は世界で収益17番目であり、2005年のグループの売上の21%を占める。民間航空機向けの売上は53%、船舶向けは17%、発電向けは8%を占める。

## 歴史

### 前史
1906年に設立されたロールス・ロイスは当初自動車の製作を行う会社であり、最初の航空機エンジンが製作されたのは1914年だった。その後1920年代末までには航空用エンジンの販売は同社の売り上げの大部分を占めるようになった。会社設立者の一人であったヘンリー・ロイスが最後に設計したマーリンは1935年に完成し、第二次世界大戦では多くの連合国側航空機に搭載された。
1960年代、ロールス・ロイスは航空機用エンジン「RB211」開発において大幅な軽量化を目論んだ炭素繊維製のファンブレードHyfilのバードストライク試験における失敗による開発の難航や自動車部門の不振などによって経営難に陥り、1971年には経営破綻、イギリス政府の管理下に置かれた。

### 設立の経緯
当時の首相であったエドワード・ヒースによって、ロールス・ロイスはイギリス国有化された。1973年、自動車部門（ロールスロイス、及びベントレーブランドの乗用車を製造・販売）が、「ロールス・ロイス・モータース」として分社され、ヴィッカースに売却された。
航空機エンジンの製造を始めとする工業部門は国有企業として営業を継続、1980年代には、民間航空機向けエンジンへの参入を指向し、17機種の異なるエンジンを供給するまでに成長した。同時期、民間航空機向けに供給されるエンジンは、ゼネラル・エレクトリックが14機種、プラット・アンド・ホイットニーが10機種だった。マーガレット・サッチャー政権下の1987年、再度民営に戻すことが決定され、現在に至るロールス・ロイスplcはここに成立した。

### 拡張
1988年、重工業で発電、送電に強みを持つノーザン・エンジニアリング・インダストリーズを傘下に収めるなど他社を次々に傘下に収め、業界再編を促した。サッチャー政権下の追い風もあり、当時、衰退しつつあったイギリスの重工業に再び、競争力を取り戻すようにリストラクチャリングを行なった。
1990年、BMWと合弁でBMWロールス・ロイスを設立、BR700エンジンを供給する。最新製品はガルフストリームG650用のBR750である。

### アリソン・エンジン社の買収
1994年11月、米国の航空機エンジン製造会社であるアリソン・エンジンを傘下に収めたと発表した。ロールス・ロイス plcは、かねてよりアリソンの買収を目論んでいた。
アリソンを傘下に収めたことにより、新たに民間機向けのエンジンが4機種増えた。それにより一部の機種で重複する物がでてきたが、後に集約された。また、それまでアリソンが供給していたアメリカ軍向けの供給の存続が危ぶまれたが、アリソンとロールス・ロイスは安全保障を危険にはさらさないという主旨の共同声明を出した。

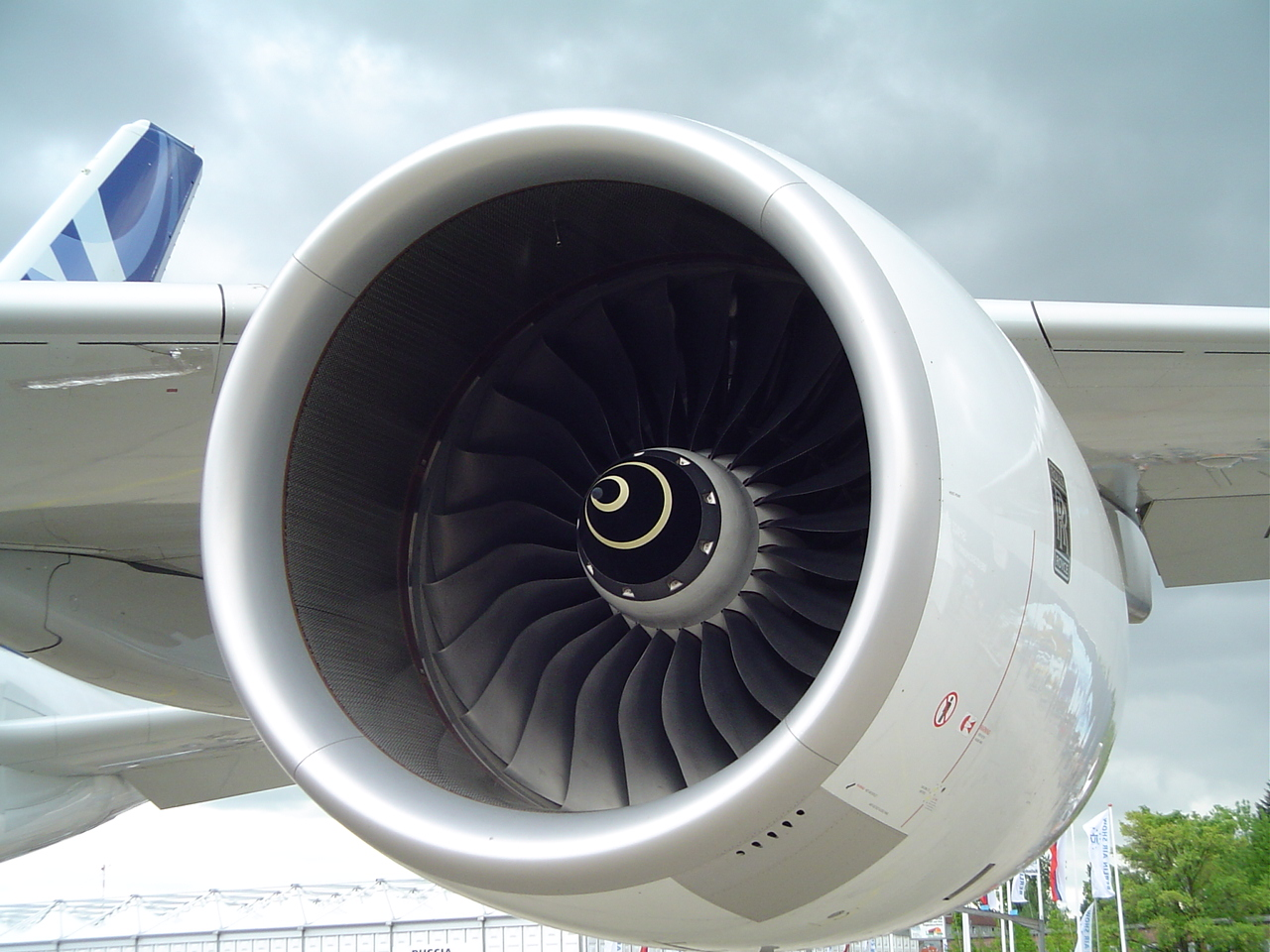
ロールス・ロイス トレント 900

1996年にエアバスは、A3XX（後のエアバスA380）向けのエンジンとしてトレント 900エンジンに選択権を与えることを合意し、ロールス・ロイス plcは大型機向けエンジン市場に参入した。また、テイエンジンの販売によって地域航空部門での地位を高めた。

### 1999～2000年の買収
1999年にクーパー・エネルギー・サービシーズ、ヴィッカース、エアモーティブを買収した。2000年には、BMW ロールス・ロイスのBMW株を獲得し、ロールス・ロイス・ドイツとして傘下に収めた。これらの獲得に10.63億ポンドが費やされた。
ロールス・ロイスplcは、ヴィッカースの獲得によって、海洋分野への進出を本格化させた。ヴィッカースは、買収される以前にスウェーデンのウォータージェットメーカーであるカメワ、スコットランドの操舵機器やスタビライザーメーカーであるブラウン・ブラザーズ、ノルウェーの大型船舶向け機関メーカーであるウルスタイン を買収し、その事業を拡大していた。ヴィッカースの軍用車両部門であるヴィッカース・ディフェンス・システムズは、2002年にアルヴィス plcへ売却した。

## 製造技術
ロールス・ロイスのターボファンエンジンは3軸式という特徴がある。またファンブレードはチタンの板を3重に重ねて摩擦攪拌接合で接合して内部から加圧して成形された中空のファンブレードを採用し、GEが複合材料製（バードストライク時の耐衝撃性を高めるため前縁部はチタン製）を採用しているのに対して異なるアプローチを採っている。RRが複合材料製のファンブレードを採用しないのはRB211の開発時に当初採用した複合材料製のファンブレードでの開発が難航したのが一因との見方がある。ただしそのRRも、現在開発中の「ウルトラファン」シリーズでは、炭素繊維複合材とチタン合金を組み合わせた「カーボンチタン」をファンブレードに採用する方針である。

## 製品一覧

### 民間機用

#### 旅客機用
- ダート
- RB211
- トレント シリーズ(新世代ワイドボディ機の市場において47% (最大)の市場占有率 787の派生機種用に用意 777, A330, A340-500, A340-600 とエアバスA380、A350 XWBの全機種に採用 ) [3] [4] [5] [6] [7]
- V2500 (インターナショナル・エアロ・エンジンズに参加)
- コンウェイ
- エイヴォン
- オリンパス (スネクマと共同開発)
- ウルトラファン（開発中）

#### 地域航空用
- AE 2100
- AE 3007
- BR700
- FJ44 (ウィリアムズ・インターナショナルと共同)
- モデル 250
- RB.183 テイ

#### ヘリコプター用
- モデル 250

### 防衛関連

#### 攻撃機用
- アドーア (チュルボメカと共同開発)
- EJ200 (ユーロジェット・ターボに参加)
- F136 (ゼネラル・エレクトリックと共同開発)
- ペガサス
- RB199 (ターボ・ユニオンに参加)
- スペイ
- ニーン・遠心式
- ダーウェント・遠心式

#### ヘリコプター用
- AE 1107C-リバティー
- ロールス・ロイス Gem
- ロールス・ロイス モデル 250 ターボシャフト
- ロールス・ロイス MTR390 (MTUエアロ・エンジンズ と共同開発)
- RTM322 (チュルボメカと共同開発)
- T800 (ハネウェルと共同開発)

#### 輸送機用
- AE 1107C-リバティー
- AE 2100
- モデル 250 ターボプロップ
- T56
- RB.183 テイ
- TP400-D6 (ユーロプロップ・インターナショナルに参加)

#### 練習機用
- ロールス・ロイス・チュルボメカ アドーア (チュルボメカと共同開発)
- FJ44 (ウィリアムズ・インターナショナル)
- モデル 250 ターボプロップ
- ヴァイパー

#### 戦闘機用
- AE 1107C-リバティー
- AE 2100
- AE 3007
- BR710
- モデル 250 ターボプロップ
- スペイ
- T56
- RB.183 テイ

#### 回転翼機用
- T800 (ハネウェルと共同)

#### 無人機用
- AE 3007
- モデル 250 （ターボシャフト）
- ヴァイパー

### 船舶用

#### ガスタービン
- AG9140
- MT30
- MT50
- RR4500
- スペイ
- オリンパス TM3B
- タイン RM1A
- WR-21

#### ディーゼルエンジン
- バーゲン B シリーズ
- バーゲン C シリーズ
- バーゲン K シリーズ
- クロースレイ（クロスリー）・ピルスティク

#### 推進器
- Kamewa と Bird-Johnson ウォータージェット推進
- Kamewa トンネル・スラスタ
- ロールス・ロイス KaMeWa/Cegelec Mermaid ポッド推進
- Ulstein Aquamaster アジマススラスター

#### 潜水艦用
- 北大西洋条約機構潜水艦救助システム
- PWR1型加圧水型原子炉
- PWR2型加圧水型原子炉
- PWR3型加圧水型原子炉
- ゼブラ (蓄電池)

#### 流体軸受け
- ミッチェル ベアリングス

### 石油およびガス

#### ガスタービン
- ロールス・ロイス 501
- 産業用 エイヴォン
- 産業用 RB211
- 産業用 トレント

#### 圧縮機
- バレル 遠心式圧縮機
- パイプライン 遠心式圧縮機

### 発電用

#### ガスエンジン
- ロールス・ロイス 501
- 産業用 RB211
- 産業用 トレント

#### 往復機関
- バーゲン B シリーズ
- バーゲン K シリーズ

#### 発電装置
- 野外発電機 (FEPS)
- APU 2000 車両用動力装置
- 船舶用発電機
- 固体酸化物燃料電池

## 日本におけるロールス・ロイス
日本法人「ロールス・ロイスジャパン株式会社」は東京（霞が関ビルディング）にオフィスを持つ。民間航空部門、防衛航空部門、パワーシステムズ部門の3事業を展開し、全日本空輸、日本航空、自衛隊、海上保安庁などに製品を納入している。また、川崎重工業、三菱重工業、IHI、住友精密工業とリスク収益分担パートナー提携を結んでいる。